# Бунчани
'Бунчани (словен. Bunčani) — поселення в общині Вержей, Помурський регіон, Словенія. Висота над рівнем моря: 184,6 м.